# Pala dell'incoronazione della Vergine tra i santi
La pala dell'incoronazione della Vergine tra i santi è una pala d'altare seicentesca di autore ignoto, appartenente alla scuola di Francesco Albani, proveniente dalla chiesa della Madonna dello Spasimo di Sciacca e custodita nel palazzo della prefettura di Agrigento. Raffigura l'incoronazione della Vergine, ambientata in Paradiso in presenza di Dio e dei santi.

## Descrizione
La Madonna veste un lungo abito dal quale esce il piede destro che poggia su uno spicchio di Luna, reca alla mano destra un Rosario e con la sinistra sorregge Gesù bambino, che a sua volta tiene un Rosario che protende ad un'altra figura. Il volto di Maria è rivolto verso il basso. Attorno al capo della Vergine vi è un'aura, circondata da nuvole e putti, due dei quali intenti a porgerle una corona sul capo, sotto la vigilanza di Dio Padre. I santi sono inginocchiati ai suoi piedi. Tutte le figure sono disposte in modo tale che lo sguardo dell'osservatore si concentri sulla Madonna. Grande peculiarità del dipinto è la posizione della Vergine, che vediamo non inginocchiata di fronte a Cristo o a Dio.